# كارل جاي ماير
كارل جاي ماير (بالإنجليزية: Carl J. Mayer)‏ هو محامي أمريكي، ولد في 23 أبريل 1959.